# Mateusz Winkiel
Mateusz „Mania” Jan Winkiel (ur. 16 stycznia 1986 w Łodzi) – polski reżyser.

## Życiorys
Absolwent Liceum Ogólnokształcącego im. Henryka Sienkiewicza w Koluszkach oraz Wydziału Filmu i Fotografii Wyższej Szkoły Sztuki i Projektowania w Łodzi.
Założyciel domu produkcyjnego Mania Studio. Autor kilkudziesięciu teledysków. Współpracował m.in. z takimi wykonawcami jak: Star Guard Muffin, Halina Mlynkova, Holden Avenue, Frontside, Farben Lehre, The Analogs, Hunter, My Riot, Popek, Illusion, Vienio, The Boogie Town, Grzegorz Turnau, happysad, UnSun, Coma, Piotr Rogucki oraz Behemoth.

## Wybrana filmografia
| Rok  | Tytuł          | Uwagi                                                  | Źródło |
| ---- | -------------- | ------------------------------------------------------ | ------ |
| 2011 | Głową w dół    | etiuda; scenariusz, reżyseria                          | [ 9 ]  |
| 2015 | Powrót         | etiuda; montaż, obsada aktorska, współpraca reżyserska | [ 9 ]  |
| 2016 | Popek za życia | film dokumentalny; reżyseria, produkcja                | [ 10 ] |

## Nagrody i wyróżnienia
| Rok  | Kategoria     | Tytułem                                                   | Nagroda        | Nota      | Źródło |
| ---- | ------------- | --------------------------------------------------------- | -------------- | --------- | ------ |
| 2016 | Teledysk roku | Artur Andrus – „Nazywali go marynarz – szanta narciarska” | Fryderyki 2016 | Nominacja | [ 11 ] |